# Gauzbert
Gauzbert (zm. 853) – hrabia Maine, młodszy syn Gauzlina I i Adeltrudy.
Po raz pierwszy pojawia się w dokumencie z 839 r., obok swojego starszego brata Rorgona I, hrabiego Maine. Rorgon zmarł 16 czerwca 839 lub 840 r. Ponieważ jego synowie byli małoletni, rządy w hrabstwie objął Gauzbert, który kierował obroną Maine przez najazdami wikingów. W 853 r. zbuntował się przeciwko królowi Karolowi Łysemu. Został jednak pokonany i stracony. Jego następcą został jego najstarszy bratanek, Rorgon II.
Nie wiadomo nic o jego ewentualnym małżeństwie i potomkach.